# Llista d'espècies de licòsids (L-O)
Llista de les espècies de licòsids, per ordre alfabètic, que van de la lletra L fins a la lletra O. Són les espècies descrites fins al 21 de desembre de 2006.
- Per a les llistes d'espècies amb les altres lletres de l'alfabet, aneu a l'article principal, Llista d'espècies de licòsids.
- Per a la llista completa de tots els gèneres vegeu l'article Llista de gèneres de licòsids.

## Gèneres i espècies

### Loculla
Loculla Simon, 1910
- Loculla austrocaspia Roewer, 1955 (Iran)
- Loculla massaica Roewer, 1960 (Tanzània)
- Loculla rauca Simon, 1910 (São Tomé)
  - Loculla rauca minor Simon, 1910 (São Tomé)
- Loculla senzea Roewer, 1960 (Congo)

### Lycosa
Lycosa Latreille, 1804
- Lycosa abnormis Guy, 1966 (Àfrica del Nord)
- Lycosa accurata (Becker, 1886) (Mèxic)
- Lycosa adusta Banks, 1898 (Mèxic)
- Lycosa affinis Lucas, 1846 (Algèria)
- Lycosa ambigua Barrientos, 2004 (Espanya)
- Lycosa anclata Franganillo, 1946 (Cuba)
- Lycosa apacha Chamberlin, 1925 (EUA)
- Lycosa approximata (O. P.-Cambridge, 1885) (Yarkand)
- Lycosa arambagensis Biswas & Biswas, 1992 (Índia)
- Lycosa arapensis (Strand, 1908) (Perú)
- Lycosa ariadnae McKay, 1979 (Oest d'Austràlia)
- Lycosa articulata Costa, 1875 (Israel)
- Lycosa artigasi Casanueva, 1980 (Xile)
- Lycosa Àsiatica Sytshevskaja, 1980 (Tajikistan)
- Lycosa aurea Hogg, 1896 (Central Austràlia)
- Lycosa auroguttata (Keyserling, 1891) (Brasil)
- Lycosa australicola (Strand, 1913) (Oest d'Austràlia, Territori del Nord)
- Lycosa australis Simon, 1884 (Xile)
- Lycosa balaramai Patel & Reddy, 1993 (Índia)
- Lycosa barnesi Gravely, 1924 (Índia)
- Lycosa bedeli Simon, 1876 (Àfrica del Nord)
- Lycosa beihaiensis Yin, Bao & Zhang, 1995 (Xina)
- Lycosa bezzii Mello-Leitão, 1944 (Argentina)
- Lycosa bhatnagari Sadana, 1969 (Índia)
- Lycosa bicolor Hogg, 1905 (Oest d'Austràlia, Territori del Nord, Sud d'Austràlia)
- Lycosa biolleyi Banks, 1909 (Costa Rica)
- Lycosa bistriata Gravely, 1924 (Índia, Bhutan)
- Lycosa boninensis Tanaka, 1989 (Taiwan, Japó)
- Lycosa bonneti Guy & Carricaburu, 1967 (Algèria)
- Lycosa brunnea F. O. P.-Cambridge, 1902 (Costa Rica, Guatemala, Mèxic)
- Lycosa caenosa Rainbow, 1899 (Nova Caledònia, Noves Hèbrides)
- Lycosa canescens Schenkel, 1963 (Xina)
- Lycosa capensis Simon, 1898 (Sud-àfrica)
- Lycosa carbonelli Costa & Capocasale, 1984 (Uruguai)
- Lycosa carmichaeli Gravely, 1924 (Índia)
- Lycosa castanea Hogg, 1905 (Sud d'Austràlia)
- Lycosa cerrofloresiana Petrunkevitch, 1925 (El Salvador fins a Panamà)
- Lycosa chaperi Simon, 1885 (Índia, Pakistan)
- Lycosa choudhuryi Tikader & Malhotra, 1980 (Índia, Xina)
- Lycosa cingara (C. L. Koch, 1847) (Egipte)
- Lycosa clarissa Roewer, 1951 (Espanya)
- Lycosa coelestis L. Koch, 1878 (Xina, Corea, Japó)
- Lycosa connexa Roewer, 1960 (Sud-àfrica)
- Lycosa contestata Montgomery, 1903 (EUA)
- Lycosa corallina McKay, 1974 (Austràlia)
- Lycosa coreana Paik, 1994 (Corea)
- Lycosa cowlei Hogg, 1896 (Central Austràlia)
- Lycosa cretacea Simon, 1898 (Àfrica del Nord)
- Lycosa dacica (Pavesi, 1898) (Romania)
- Lycosa danjiangensis Yin, Zhao & Bao, 1997 (Xina)
- Lycosa dilatata F. O. P.-Cambridge, 1902 (Mèxic fins al Salvador)
- Lycosa dimota Simon, 1909 (Oest d'Austràlia)
- Lycosa discolor Walckenaer, 1837 (EUA)
- Lycosa duracki McKay, 1975 (Oest d'Austràlia)
- Lycosa elysae Tongiorgi, 1977 (Santa Helena)
- Lycosa emuncta Banks, 1898 (Mèxic)
- Lycosa erjianensis Yin & Zhao, 1996 (Xina)
- Lycosa errans Hogg, 1905 (Sud d'Austràlia)
- Lycosa erythrognatha Lucas, 1836 (Brasil, Uruguai, Paraguai, Argentina)
- Lycosa eutypa Chamberlin, 1925 (Panamà)
- Lycosa exigua (Roewer, 1960) (Namíbia)
- Lycosa falconensis Schenkel, 1953 (Veneçuela)
- Lycosa fernandezi (F. O. P.-Cambridge, 1899) (Illa Juan Fernandez)
- Lycosa ferriculosa Chamberlin, 1919 (EUA)
- Lycosa formosana Saito, 1936 (Taiwan)
- Lycosa forresti McKay, 1973 (Oest d'Austràlia)
- Lycosa frigens (Kulczyn'ski, 1916) (Rússia)
- Lycosa fulviventris (Kroneberg, 1875) (Uzbekistan)
- Lycosa fuscana Pocock, 1901 (Índia)
- Lycosa futilis Banks, 1898 (Mèxic)
- Lycosa geotubalis Tikader & Malhotra, 1980 (Índia)
- Lycosa gibsoni McKay, 1979 (Oest d'Austràlia)
- Lycosa gigantea (Roewer, 1960) (Sud-àfrica)
- Lycosa gilberta Hogg, 1905 (Nova Gal·les del Sud, Victòria, Sud d'Austràlia)
- Lycosa gobiensis Schenkel, 1936 (Mongòlia, Xina)
- Lycosa godeffroyi L. Koch, 1865 (Austràlia)
- Lycosa goliathus Pocock, 1901 (Índia)
- Lycosa grahami Fox, 1935 (Xina)
- Lycosa granatensis Franganillo, 1925 (Espanya)
- Lycosa guayaquiliana Mello-Leitão, 1939 (Ecuador)
- Lycosa hickmani (Roewer, 1955) (Nova Guinea, Northern Austràlia)
- Lycosa hildegardae Casanueva, 1980 (Xile)
- Lycosa horrida (Keyserling, 1877) (Colòmbia)
- Lycosa howarthi Gertsch, 1973 (Hawaii)
- Lycosa illicita Gertsch, 1934 (Mèxic)
- Lycosa immanis L. Koch, 1879 (Rússia)
- Lycosa impavida Walckenaer, 1837 (EUA)
- Lycosa implacida Nicolet, 1849 (Xile)
- Lycosa indagatrix Walckenaer, 1837 (Índia, Sri Lanka)
- Lycosa indomita Nicolet, 1849 (Xile)
- Lycosa infesta Walckenaer, 1837 (EUA)
- Lycosa injusta Banks, 1898 (Mèxic)
- Lycosa innocua Doleschall, 1859 (Amboina)
- Lycosa inornata Blackwall, 1862 (Brasil)
- Lycosa insulana (Bryant, 1923) (Barbados)
- Lycosa insularis Lucas, 1857 (Cuba)
- Lycosa intermedialis Roewer, 1955 (Líbia)
- Lycosa interstitialis (Strand, 1906) (Algèria)
- Lycosa inviolata Roewer, 1960 (Sud-àfrica)
- Lycosa iranii Pocock, 1901 (Índia)
- Lycosa ishikariana (Saito, 1934) (Rússia, Japó)
- Lycosa isolata Bryant, 1940 (Cuba)
- Lycosa jagadalpurensis Gajbe, 2004 (Índia)
- Lycosa kempi Gravely, 1924 (Índia, Pakistan, Bhutan, Xina)
- Lycosa koyuga McKay, 1979 (Oest d'Austràlia)
- Lycosa labialis Mao & Song, 1985 (Xina, Corea)
- Lycosa labialisoides Peng i cols., 1997 (Xina)
- Lycosa laeta L. Koch, 1877 (Austràlia Oriental)
- Lycosa lambai Tikader & Malhotra, 1980 (Índia)
- Lycosa langei Mello-Leitão, 1947 (Brasil)
- Lycosa lativulva F. O. P.-Cambridge, 1902 (Guatemala)
- Lycosa lebakensis Doleschall, 1859 (Java)
- Lycosa leireana Franganillo, 1918 (Espanya)
- Lycosa leuckarti (Thorell, 1870) (Austràlia)
- Lycosa leucogastra Mello-Leitão, 1944 (Argentina)
- Lycosa leucophaeoides (Roewer, 1951) (Queensland)
- Lycosa leucophthalma Mello-Leitão, 1940 (Argentina)
- Lycosa leucotaeniata (Mello-Leitão, 1947) (Brasil)
- Lycosa liliputana Nicolet, 1849 (Xile)
- Lycosa longivulva F. O. P.-Cambridge, 1902 (Guatemala)
- Lycosa macedonica (Giltay, 1932) (Macedònia)
- Lycosa mackenziei Gravely, 1924 (Pakistan, Índia, Bangladesh)
- Lycosa madagascariensis Vinson, 1863 (Madagascar)
- Lycosa madani Pocock, 1901 (Índia)
- Lycosa magallanica Karsch, 1880 (Xile)
- Lycosa magnifica Hu, 2001 (Xina)
- Lycosa mahabaleshwarensis Tikader & Malhotra, 1980 (Índia)
- Lycosa malacensis Franganillo, 1926 (Espanya)
- Lycosa masteri Pocock, 1901 (Índia)
- Lycosa matusitai Nakatsudi, 1943 (Japó fins a Micronèsia)
- Lycosa maya Chamberlin, 1925 (Mèxic)
- Lycosa mexicana Banks, 1898 (Mèxic)
- Lycosa minae (Dönitz & Strand, 1906) (Japó)
- Lycosa molyneuxi Hogg, 1905 (Nova Gal·les del Sud)
- Lycosa mordax Walckenaer, 1837 (EUA)
- Lycosa moulmeinensis Gravely, 1924 (Myanmar)
- Lycosa mukana Roewer, 1960 (Congo)
- Lycosa muntea (Roewer, 1960) (Congo)
- Lycosa musgravei McKay, 1974 (Nova Gal·les del Sud, Victòria)
- Lycosa narbonensis Walckenaer, 1806 (Mediterrani)
  - Lycosa narbonensis cisalpina Simon, 1937 (França)
- Lycosa niceforoi Mello-Leitão, 1941 (Colòmbia)
- Lycosa nigromarmorata Mello-Leitão, 1941 (Colòmbia)
- Lycosa nigropunctata Rainbow, 1915 (Sud d'Austràlia)
- Lycosa nigrotaeniata Mello-Leitão, 1941 (Colòmbia)
- Lycosa nigrotibialis Simon, 1884 (Índia, Bhutan, Myanmar)
- Lycosa nilotica Audouin, 1826 (Egipte)
- Lycosa nordenskjoldi Tullgren, 1905 (Brasil, Bolívia)
- Lycosa ovalata Franganillo, 1930 (Cuba)
- Lycosa pachana Pocock, 1898 (Central, Àfrica Meridional)
- Lycosa palliata Roewer, 1960 (Sud-àfrica)
- Lycosa pampeana Holmberg, 1876 (Paraguai, Argentina)
- Lycosa paranensis Holmberg, 1876 (Brasil, Argentina)
- Lycosa parvipudens Karsch, 1881 (Gilbert)
- Lycosa patagonica Simon, 1886 (Xile)
- Lycosa pavlovi Schenkel, 1953 (Xina)
- Lycosa perinflata Pulleine, 1922 (Sud d'Austràlia)
- Lycosa perkinsi Simon, 1904 (Hawaii)
- Lycosa permiana Scheffer, 1905 (EUA)
- Lycosa perspicua Roewer, 1960 (Sud-àfrica)
- Lycosa philadelphiana Walckenaer, 1837 (EUA)
- Lycosa phipsoni Pocock, 1899 (Índia fins a la Xina, Taiwan)
  - Lycosa phipsoni leucophora (Thorell, 1887) (Myanmar)
- Lycosa pia (B?senberg & Strand, 1906) (Japó)
- Lycosa pictipes (Keyserling, 1891) (Brasil, Argentina)
- Lycosa pictula Pocock, 1901 (Índia)
- Lycosa pintoi Mello-Leitão, 1931 (Brasil)
- Lycosa piochardi Simon, 1876 (Síria)
  - Lycosa piochardi infraclara (Strand, 1915) (Israel)
- Lycosa poliostoma (C. L. Koch, 1847) (Brasil, Paraguai, Uruguai, Argentina)
- Lycosa poonaensis Tikader & Malhotra, 1980 (Índia)
- Lycosa porteri Simon, 1904 (Xile)
- Lycosa praegrandis C. L. Koch, 1836 (Grècia fins a l'Àsia central)
  - Lycosa praegrandis discoloriventer Caporiacco, 1949 (Albània)
- Lycosa praestans Roewer, 1960 (Botswana)
- Lycosa proletarioides Mello-Leitão, 1941 (Argentina)
- Lycosa prolifica Pocock, 1901 (Índia)
- Lycosa properipes Simon, 1909 (Oest d'Austràlia)
- Lycosa pulchella (Thorell, 1881) (Nova Guinea, Illes Bismarck)
- Lycosa punctiventralis (Roewer, 1951) (Mèxic)
- Lycosa quadrimaculata Lucas, 1858 (Gabon)
- Lycosa rimicola Purcell, 1903 (Sud-àfrica)
- Lycosa ringens Tongiorgi, 1977 (Santa Helena)
- Lycosa rostrata Franganillo, 1930 (Cuba)
- Lycosa rufimanoides (Strand, 1908) (Bolívia)
- Lycosa rufisterna Schenkel, 1953 (Xina)
- Lycosa russea Schenkel, 1953 (Xina)
- Lycosa sabulosa (O. P.-Cambridge, 1885) (Yarkand)
- Lycosa salifodina McKay, 1976 (Oest d'Austràlia)
- Lycosa salvadorensis Kraus, 1955 (El Salvador)
- Lycosa separata (Roewer, 1960) (Mozambique)
- Lycosa septembris (Strand, 1906) (Etiòpia)
- Lycosa sericovittata Mello-Leitão, 1939 (Brasil)
- Lycosa serranoa Tullgren, 1901 (Xile)
- Lycosa shahapuraensis Gajbe, 2004 (Índia)
- Lycosa shaktae Bhandari & Gajbe, 2001 (Índia)
- Lycosa shansia (Hogg, 1912) (Xina, Mongòlia)
- Lycosa shillongensis Tikader & Malhotra, 1980 (Índia)
- Lycosa signata Lenz, 1886 (Madagascar)
- Lycosa signiventris Banks, 1909 (El Salvador, Costa Rica)
- Lycosa sigridae (Strand, 1917) (Mèxic)
- Lycosa similis Banks, 1897 (EUA)
- Lycosa singoriensis (Laxmann, 1770) (Paleàrtic)
- Lycosa skeeti Pulleine, 1922 (Sud d'Austràlia)
- Lycosa snelli McKay, 1975 (Oest d'Austràlia)
- Lycosa sochoi Mello-Leitão, 1947 (Brasil)
- Lycosa spiniformis Franganillo, 1926 (Espanya)
- Lycosa storeniformis Simon, 1910 (Guinea-Bissau)
- Lycosa storri McKay, 1973 (Oest d'Austràlia)
- Lycosa subfusca F. O. P.-Cambridge, 1902 (Mèxic, Costa Rica)
- Lycosa subhirsuta L. Koch, 1882 (Mallorca)
- Lycosa suzukii Yaginuma, 1960 (Rússia, Xina, Corea, Japó)
- Lycosa sylvatica (Roewer, 1951) (Algèria)
- Lycosa tarantula (Linnaeus, 1758) (SouthEuropa Oriental, Mediterrani, Prop d'Est)
  - Lycosa tarantula carsica Caporiacco, 1949 (Itàlia)
- Lycosa tarantuloides Perty, 1833 (Brasil)
- Lycosa tasmanicola Roewer, 1960 (Tasmània)
- Lycosa teranganicola (Strand, 1911) (Illes Aru)
- Lycosa tetrophthalma Mello-Leitão, 1939 (Paraguai)
- Lycosa thoracica Patel & Reddy, 1993 (Índia)
- Lycosa thorelli (Keyserling, 1877) (Colòmbia fins a Argentina)
- Lycosa tista Tikader, 1970 (Índia)
- Lycosa transversa F. O. P.-Cambridge, 1902 (Guatemala)
- Lycosa trichopus (Roewer, 1960) (Afganistan)
- Lycosa tula (Strand, 1913) (Oest d'Austràlia)
- Lycosa u-album Mello-Leitão, 1938 (Argentina)
- Lycosa vachoni Guy, 1966 (Algèria)
- Lycosa vellutina Mello-Leitão, 1941 (Colòmbia)
- Lycosa ventralis F. O. P.-Cambridge, 1902 (Mèxic)
- Lycosa virgulata Franganillo, 1920 (Portugal)
- Lycosa vittata Yin, Bao & Zhang, 1995 (Xina)
- Lycosa wadaiensis Roewer, 1960 (Txad)
- Lycosa wangi Yin, Peng & Wang, 1996 (Xina)
- Lycosa woonda McKay, 1979 (Oest d'Austràlia)
- Lycosa wroughtoni Pocock, 1899 (Índia)
- Lycosa wulsini Fox, 1935 (Xina)
- Lycosa yalkara McKay, 1979 (Oest d'Austràlia)
- Lycosa yerburyi Pocock, 1901 (Sri Lanka)
- Lycosa yizhangensis Yin, Peng & Wang, 1996 (Xina)
- Lycosa yunnanensis Yin, Peng & Wang, 1996 (Xina)

### Lycosella
Lycosella Thorell, 1890
- Lycosella annulata Simon, 1900 (Hawaii)
- Lycosella minuta Thorell, 1890 (Sumatra)
- Lycosella spinipes Simon, 1900 (Hawaii)
- Lycosella tenera Thorell, 1890 (Sumatra)
  - Lycosella tenera bisulcata Thorell, 1890 (Sumatra)

### Lycosula
Lycosula Roewer, 1960
- Lycosula hebridisiana (Berland, 1938) (Noves Hèbrides)
- Lycosula minima (Berland, 1938) (Noves Hèbrides)
- Lycosula thorelli (Berland, 1929) (Samoa, Illes Marqueses)

### Lysania
Lysania Thorell, 1890
- Lysania pygmaea Thorell, 1890 (Malàisia)
- Lysania sabahensis Lehtinen & Hippa, 1979 (Borneo)

### Mainosa
Mainosa Framenau, 2006
- Mainosa longipes (L. Koch, 1878) (Oest d'Austràlia, Sud d'Austràlia)

### Malimbosa
Malimbosa Roewer, 1960
- Malimbosa lamperti (Strand, 1906) (Àfrica Occidental)

### Margonia
Margonia Hippa & Lehtinen, 1983
- Margonia himalayensis (Gravely, 1924) (Índia)

### Megarctosa
Megarctosa Caporiacco, 1948
- Megarctosa aequioculata (Strand, 1906) (Etiòpia)
- Megarctosa argentata (Denis, 1947) (Àfrica del Nord)
- Megarctosa bamiana Roewer, 1960 (Afganistan)
- Megarctosa caporiaccoi Roewer, 1960 (Camerun)
- Megarctosa gobiensis (Schenkel, 1936) (Mongòlia)
- Megarctosa melanostoma (Mello-Leitão, 1941) (Argentina)
- Megarctosa naccai Caporiacco, 1948 (Grècia)

### Melloicosa
Melloicosa Roewer, 1960
- Melloicosa vittata (Mello-Leitão, 1945) (Argentina)

### Melocosa
Melocosa Gertsch, 1937
- Melocosa fumosa (Emerton, 1894) (EUA, Canadà, Alaska)
- Melocosa gertschi Mello-Leitão, 1947 (Brasil)

### Molitorosa
Molitorosa Roewer, 1960
- Molitorosa molitor (Bertkau, 1880) (Brasil)

### Mongolicosa
Mongolicosa Marusik, Azarkina & Koponen, 2004
- Mongolicosa buryatica Marusik, Azarkina & Koponen, 2004 (Rússia)
- Mongolicosa glupovi Marusik, Azarkina & Koponen, 2004 (Rússia)
- Mongolicosa gobiensis Marusik, Azarkina & Koponen, 2004 (Mongòlia)
- Mongolicosa mongolensis Marusik, Azarkina & Koponen, 2004 (Mongòlia)
- Mongolicosa pseudoferruginea (Schenkel, 1936) (Xina)
- Mongolicosa songi Marusik, Azarkina & Koponen, 2004 (Mongòlia, Xina)

### Mustelicosa
Mustelicosa Roewer, 1960
- Mustelicosa dimidiata (Thorell, 1875) (Rússia, Turkmenistan, Mongòlia, Xina)
- Mustelicosa ordosa (Hogg, 1912) (Xina)

### Notocosa
Notocosa Vink, 2002
- Notocosa bellicosa (Goyen, 1888) (Nova Zelanda)

### Oculicosa
Oculicosa Zyuzin, 1993
- Oculicosa supermirabilis Zyuzin, 1993 (Kazakhstan)

### Ocyale
Ocyale Audouin, 1826
- Ocyale dewinterae Alderweireldt, 1996 (Malawi, Namíbia)
- Ocyale discrepans Roewer, 1960 (Etiòpia)
- Ocyale fera Strand, 1908 (Madagascar)
- Ocyale grandis Alderweireldt, 1996 (Togo, Congo, Namíbia)
- Ocyale guttata (Karsch, 1878) (Tanzània fins a Sud-àfrica)
- Ocyale huachoi (Mello-Leitão, 1942) (Perú)
- Ocyale kalpiensis Gajbe, 2004 (Índia)
- Ocyale kumari Dyal, 1935 (Pakistan)
- Ocyale lanca (Karsch, 1879) (Sri Lanka)
- Ocyale pelliona (Audouin, 1826) (Àfrica del Nord)
- Ocyale pilosa (Roewer, 1960) (Àfrica Occidental fins a Myanmar)
- Ocyale qiongzhongensis Yin & Peng, 1997 (Xina)

### Orinocosa
Orinocosa Chamberlin, 1916
- Orinocosa aymara Chamberlin, 1916 (Perú)
- Orinocosa celerierae Cornic, 1976 (Costa d'Ivori)
- Orinocosa guentheri (Pocock, 1899) (Iran)
- Orinocosa hansi (Strand, 1916) (Àfrica Meridional)
- Orinocosa paraguensis (Gertsch & Wallace, 1937) (Paraguai)
- Orinocosa priesneri Roewer, 1959 (Egipte)
- Orinocosa pulchra Caporiacco, 1947 (Guyana)
- Orinocosa securifer (Tullgren, 1905) (Argentina)
- Orinocosa stirlingae (Hogg, 1905) (Nova Gal·les del Sud)
- Orinocosa tropica Roewer, 1959 (Uganda)

### Orthocosa
Orthocosa Roewer, 1960
- Orthocosa ambigua (Denis, 1947) (Egipte)
- Orthocosa orophila (Thorell, 1887) (Myanmar)
- Orthocosa semicincta (L. Koch, 1877) (Queensland)
- Orthocosa sternomaculata (Mello-Leitão, 1943) (Brasil)
- Orthocosa tokunagai (Saito, 1936) (Xina)